# Транслейтанія
Транслейтанія  (нім. Transleithanien, угор. Lajtántúl, словац. Zalitavsko, пол. Zalitawia, укр. Залитавщина, італ. Transleithania) — назва земель угорської корони у складі двоєдиної Австро-Угорщини. Утворена в результаті угоди 1867 р. і проіснувала до 1918 р. — року розпаду країни. Площа Транслейтанії на 1880 рік становила 325 411 км², з населенням 15,642,102 в 1880 та 20,886,487 в 1910 році.

## Назва
Латинська назва Транслейтанія позначає землі, розташовані на східному боці (буквально: «по той бік», якщо дивитися з боку Австрії) річки Лайти, на противагу до Цислейтанії, королівствам і землям в Рейхсраті, що розміщені на захід від річки.

## Адміністративно-територіальний поділ
У складі Транслейтанії виділяли: 

Землі Транслейтанії зазначені на мапі зеленим:
16.Угорське королівство
17.Королівство Хорватія і Славонія

- Угорське королівство, що включало територію колишнього Західного (габсбургського) угорського королівства і з'єднане з ним в результаті унії Велике Герцогство Трансильванське
- Вільне портове місто Фіуме (сучасне Рієка)
- Королівство Хорватія і Славонія.

Транслейтанія ділилася на комітати (угор. vármegye) і міста на правах регіонів (угор. törvényhatósági jogú város), комітати ділилися на міста (угор. város) і муніципалітети (угор. község).
Представницький орган комітату, комітатські збори (угор. vármegyei közgyűlés), обиралося населенням. Виконавчий орган регіону, губернатор (угор. alispán), обирався комітатськими зборами. Центральна влада була представлена представниками угорського короля (угор. főispán), який призначався монархом за пропозицією міністра внутрішніх справ.
Представницький орган муніципалітету або міста, муніципальна рада (угор. községi képviselők) (в містах — міська рада (угор. városi képviselők)), обирався населенням. Виконавчий орган муніципалітету, мер (угор. polgármester), обирався муніципальною радою.